# Boris Stepancev
Boris Pavlovič Stepancev, nato Stepancov (in russo Борис Павлович Степанцев, Степанцов?; Mosca, 7 dicembre 1929 – Mosca, 21 maggio 1983), è stato un regista sovietico.
Tra i principali registi dello studio di animazione Sojuzmul'tfil'm, è stato insignito nel 1972 del titolo di Artista Benemerito della RSFS Russa.

## Biografia

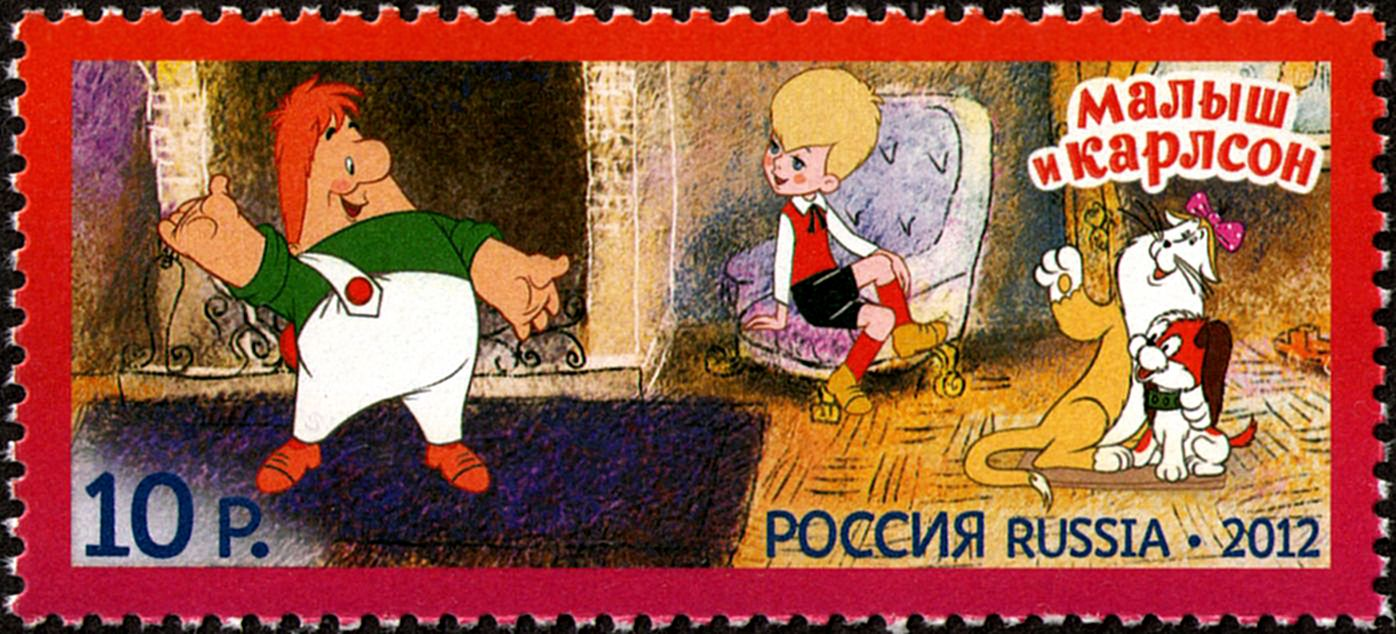
Francobollo russo del 2012 dedicato a Malyš i Karlson.

## Filmografia parziale
- Petja i Krasnaja Šapočka (1958)
- Malyš i Karlson (1968)
- Karlson vernulsja (1970)
- Ščelkunčik (1973)